# Asgard Range
Asgard Range är en bergskedja i Östantarktis. Nya Zeeland gör anspråk på området.